# National League (Cricket)
Die National League, die seit dem Jahr 2006 Pro40 League heißt, ist die One-Day Cricket Liga der englischen First-Class County Clubs und wurde 1969 ins Leben gerufen. Bis 1998 wurde sie Sunday League genannt, da die Spiele fast immer an einem Sonntag stattfanden.
Von 2003 bis 2005 war die schottische Nationalmannschaft unten dem Namen Scottish Saltires Mitglied der Liga, ab 2006 nahm sie an der umstrukturierten Cheltenham & Gloucester Trophy teil.
Zwischen 1988 und 1991 wurde unter dem Namen Refuge Assurance Cup nach Abschluss der Saison noch ein zusätzlicher Wettbewerb im K.-o.-System ausgespielt. Zu diesem qualifizierten sich die ersten vier Mannschaften der Abschlusstabelle.
Die größten Veränderungen traten in der Saison 1999 in Kraft, als die Liga in eine 1. und 2. Division mit 3 Auf- bzw. Absteigern getrennt und die Overbegrenzung pro Innings von 40 (nur 1993 waren es 50 Over) auf 45 erhöht wurde. Seit demselben Jahr treten die County-Clubs in dieser One-Day Liga auch mit amerikanisierten Namenszusätzen an.
Die National League kehrte in der Saison 2006 wieder zu dem ursprünglichen 40-Over-Format zurück, der drittletzte der 1. und der drittplatzierte der 2. Division trugen seitdem ein Entscheidungsspiel um den letzten freien Platz in der 1. Division aus.
Im Juli 2008 erklärte der England and Wales Cricket Board, dass die Pro40-League vom Jahr 2010 an eingestellt und durch einen zweiten Twenty20 Wettbewerb mit dem Namen English Premier League ersetzt werden solle. Im August 2009 vollzog der englische Verband dann aber eine Kehrtwendung. Er gab bekannt, dass es ab 2010 weiter einen 40-Over-Wettbewerb, aber mit drei regionalen 7er-Gruppen und anschließendem Halbfinale, geben werde. Die Begegnungen sollen wieder hauptsächlich sonntags stattfinden. Dieser Wettbewerb wird unter dem Namen Clydesdale Bank 40 ausgespielt und ersetzt die National League und die Friends Provident Trophy.

## One-Day Champions

### National League
NatWest Pro40
- 2009 Sussex Sharks
- 2008 Sussex Sharks
- 2007 Worcestershire Royals
- 2006 Essex Eagles

totesport League
- 2005 Essex Eagles
- 2004 Glamorgan Dragons

National League
- 2003 Surrey Lions

Norwich Union League
- 2002 Glamorgan Dragons
- 2001 Kent Spitfires

Norwich Union National League
- 2000 Gloucestershire Gladiators

CGU National League
- 1999 Lancashire Lightning

### Sunday League
AXA League
- 1998 Lancashire

AXA Life League
- 1997 Warwickshire

AXA Equity & Law League
- 1996 Surrey
- 1995 Kent
- 1994 Warwickshire
- 1993 Glamorgan

Sunday League
- 1992 Middlesex

Refuge Assurance League
- 1991 Nottinghamshire
- 1990 Derbyshire
- 1989 Lancashire
- 1988 Worcestershire
- 1987 Worcestershire

John Player Special League
- 1986 Hampshire
- 1985 Essex
- 1984 Essex
- 1983 Yorkshire

John Player League
- 1982 Sussex
- 1981 Essex
- 1980 Warwickshire
- 1979 Somerset
- 1978 Hampshire
- 1977 Leicestershire
- 1976 Kent
- 1975 Hampshire
- 1974 Leicestershire
- 1973 Kent
- 1972 Kent
- 1971 Worcestershire
- 1970 Lancashire

Player’s County League
- 1969 Lancashire

### Refuge Assurance Cup
- 1991 Worcestershire
- 1990 Middlesex
- 1989 Essex
- 1988 Lancashire

## Siege nach County 1969–2009
(ohne Refuge Assurance Cup)
- Essex 5
- Kent 5
- Lancashire 5
- Worcestershire 4
- Glamorgan 3
- Hampshire 3
- Sussex 3
- Warwickshire 3
- Leicestershire 2
- Surrey 2
- Derbyshire 1
- Gloucestershire 1
- Middlesex 1
- Nottinghamshire 1
- Somerset 1
- Yorkshire 1

Durham und Northamptonshire haben keinen Sieg errungen.